# Bischdorfer See
Der Bischdorfer See (niedersorbisch Wótšowski jazor) ist ein künstlich angelegter See auf dem Gebiet der Orte Bischdorf, Göritz, Groß Lübbenau und Raddusch im Landkreis Oberspreewald-Lausitz in Brandenburg. Hier wurde im Tagebau Seese-Ost von 1960 bis 1996 Braunkohle abgebaut, das verbliebene Restloch 23 wurde dann von 2000 bis 2013 vom LMBV mit Wasser geflutet, wodurch als Bergbaufolgelandschaft der heutige See entstand.
Geplant ist eine vor allem touristische Nutzung als Erholungspark. Ein 26 km langer Rundweg sowie Badestrände existieren bereits, ein Campingplatz, Restaurants, eine Ferienhaussiedlung, Geschäfte und ein Landeplatz für Wasserflugzeuge sollen folgen. Außerdem geplant ist eine Anbindung an die naheliegende Slawenburg Raddusch.